# Madagaskar-Fauchschabe
Die Madagaskar-Fauchschabe (Gromphadorhina portentosa) ist eine Schabe aus der Familie der Blaberidae. Die Art wird oft in Terrarien gehalten, sie ist ein vielfach eingesetztes Versuchstier für ethologische und entwicklungsbiologische Studien.

## Merkmale
Es handelt sich um eine große Schabenart mit einer Körperlänge etwa zwischen 45 und 88 Millimeter. Die abgeplatteten, flügellosen Tiere sind von rötlichbrauner bis dunkelbrauner bis schwarzer Farbe. Der Halsschild (Pronotum) ist abgerundet trapezförmig, sein Vorderrand bedeckt in Aufsicht den etwas hängenden Kopf. Typisch für die Gattung sind, neben zahlreichen Tuberkeln, zwei knollen- bis hornartige Auswüchse auf dem Pronotum, zwischen denen eine Einsenkung von etwa rechteckiger Form sichtbar ist. Sie sind bei den Weibchen deutlich schwächer ausgeprägt als bei den Männchen. Bei der Art ist in der hinteren Hälfte dieser Auswüchse ein kleiner, sekundärer Tuberkel vorhanden, der am besten in Profilansicht erkennbar ist.
Die Arten sind schwer voneinander und von den Vertretern der ähnlichen Gattung Elliptorhina unterscheidbar. Nach den Artbeschreibungen würden zahlreiche der in Terrarien gehaltenen Tiere tatsächlich anderen Arten angehören.

## Lebensraum
Das Verbreitungsgebiet der Madagaskar-Fauchschaben ist Madagaskar, wo sie im für die Insel charakteristischen trockenen Dornwald, bis hin zu halbimmergrünen Regenwäldern, lebt. Über die Art im natürlichen Lebensraum ist fast nichts bekannt, Angaben zur Lebensweise beruhen weitgehend auf in Terrarien gehaltenen Tieren. Die wenigen Funde im Freiland gelangen meist entweder in morschem Holz oder in den Blattscheiden abgestorbener Blätter an lebenden Pflanzen.

## Ernährung
Die Madagaskar-Fauchschabe ist ein Omnivore, das heißt, sie frisst prinzipiell alles: Gemüse, Fleisch, Früchte und Obst, sehr gerne auch Blätter und Rinde von Ästen. Wie die meisten Schaben sind sie in der Lage, ca. die Hälfte ihres Körpergewichts bei einem Fressvorgang zu sich zu nehmen. Auch nach den Wachstumshäutungen abgelegte Häute werden gefressen.

## Lebensweise
Die Schaben erreichen ein Alter von gut drei Jahren. Mit fünf Monaten erreichen sie die Geschlechtsreife. Die Geschlechter lassen sich gut unterscheiden. Männchen haben auf dem Halsschild zwei gut erkennbare Höcker. Bei einer Temperatur von 25–30 °C und einer relativen Luftfeuchte von 40–70 % sollten bald die ersten Paarungen beobachtet werden können. Die Weibchen verbergen die Oothek (Eipaket) im Inneren des Körpers, nachdem sie sie zunächst ausstülpen und dann, gedreht, wieder einziehen. Die Oothek wird bis zum Schlüpfen der jungen Nymphen mit herumgetragen (Ovoviviparie). Die 30–40 jungen Nymphen verlassen die Oothek nach 50–60 Tagen, sie sind dann etwa 3,5 bis 5 Millimeter lang und zunächst weiß gefärbt. Es werden sieben bis acht Nymphenstadien durchlaufen, generell bei den Männchen eines weniger als bei den Weibchen. Die Entwicklung zur Geschlechtsreife dauert etwa 6 bis 9 Monate.
Diese Spezies ist charakterisiert durch ihr fauchendes Geräusch, das sie abgeben, indem sie Luft durch ein Paar modifizierte Stigmen ausstoßen. Alle Tiere fauchen, wenn sie sich bedroht fühlen, Männchen fauchen zudem, um Rivalen abzuschrecken, beim Paarungsvorspiel und bei der Kopulation.
Auf den Madagaskar-Fauchschaben leben meistens symbiontische Milben der Art Androlaelaps schaeferi. Diese ernähren sich von der Nahrung der Fauchschaben, ihrem Speichel sowie organischen Resten und finden sich meist zwischen den Beinen oder nahe der Atemöffnungen, bewegen sich aber auch frei über den ganzen Körper der Schaben. Da sie durch Nahrungskonkurrenz Pilzbefall, z. B. Schimmelpilzbefall, auf dem Exoskelett der Fauchschaben reduzieren, haben auch die Schaben einen Nutzen von den Milben.

## Haltung
Die Art wird gewöhnlich gehalten und gezüchtet in einfachen Terrarien aus Glas oder Plastik. Bei der Haltung ist auf eine stabile Abdeckung zu achten, da die Tiere ohne weiteres an glatten Scheiben hochlaufen können. Der Boden des Gefäßes wird meist mit (unbehandelten) Holz-Hackschnitzeln ausgefüllt, worauf Rindenstücke und andere Versteckmöglichkeiten verteilt werden. Da die männlichen Tiere bei Begegnungen ihre hornartigen Auswüchse am Halsschild für Rammstöße gegenüber Konkurrenten einsetzen, ist auf ein ausreichend großes Gefäß mit Versteckmöglichkeiten zu achten.

## Phylogenie, Taxonomie, Systematik
Die Gattung Gromphadorhina bildet gemeinsam mit  Elliptorhina, Princisia und einer Reihe weiterer (selten gefundener) Gattungen einen Verwandtschaftskreis ähnlicher Arten, der als Tribus Gromphadorhini taxonomisch gefasst wird. Diese gehören innerhalb der Schaben-Familie Blaberidae in die afrikanische Unterfamilie Oxyhaloinae. Bei einer genetischen Untersuchung erwiesen sich die Oxyhaloinae und die Gromphadorhini, nicht aber die Gattung Gromphadorhina als monophyletische Einheiten. Die Abgrenzung der variablen, untereinander teilweise sehr ähnlichen heute unterschiedenen Arten ist unsicher.
Die Art wurde, als Hormetica portentosa, im Jahr 1853 durch den deutschen Entomologen Hermann Rudolf Schaum erstbeschrieben. Sie ist Typspezies der Gattung Gromphadorhina Brunner von Wattenwyl. Diese umfasst nach heutiger Auffassung drei weitere Arten.

## Versuchstier
2022 wurde aus Japan über Cyborgs auf Basis dieser Schabenart berichtet.
Eine fernsteuerbare, aus Photovoltaik und Akku   gespeiste Elektronik steuert über Elektroden die Beinmuskulatur an, wodurch das Schabenindividuum fremdgesteuert läuft. Eine Herausforderung ist die Entwicklung einer mechanisch flexiblen Elektronik.

## Galerie

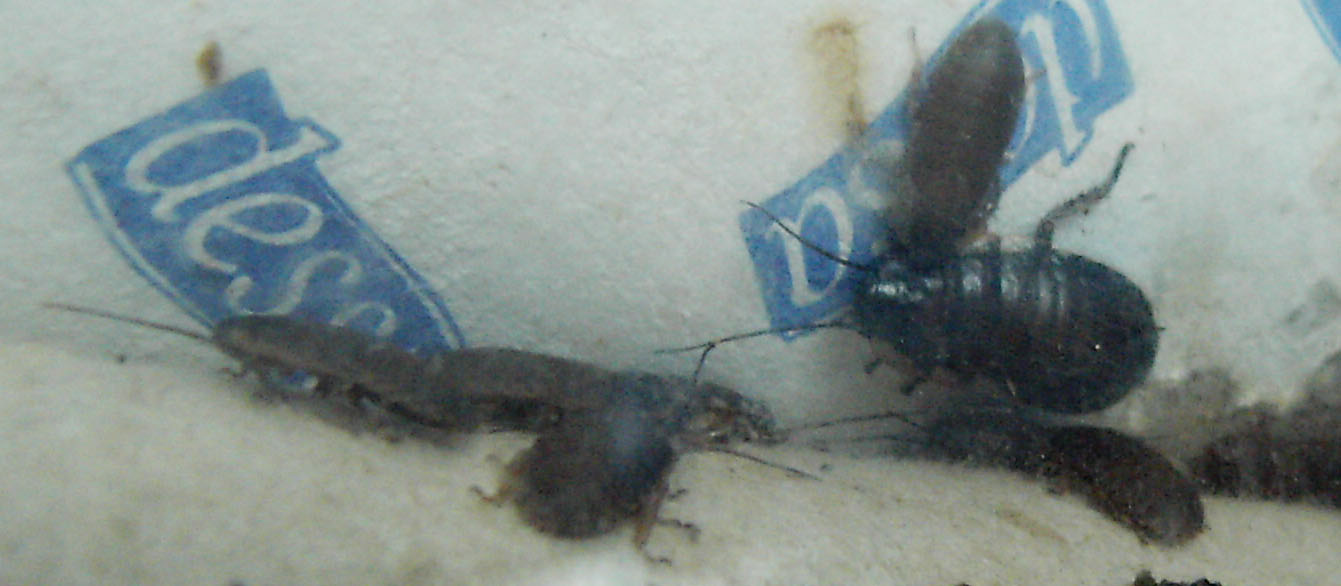
Juvenile Madagaskar-Fauchschabe
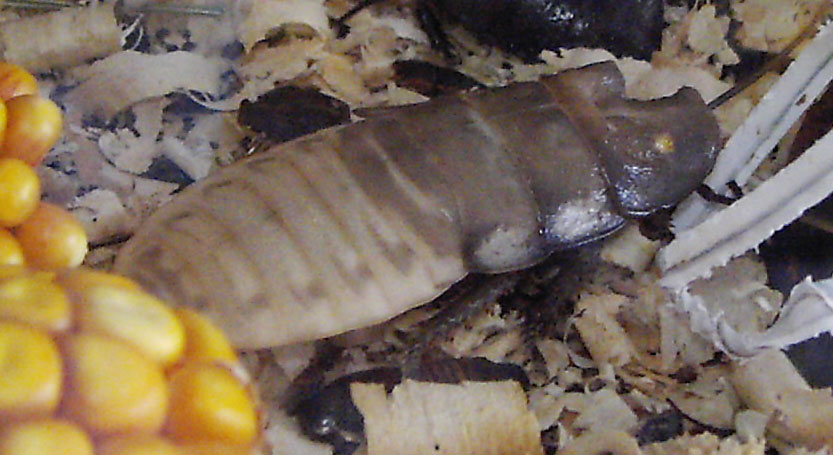
Gehäutete Madagaskar-Fauchschabe (Männchen)
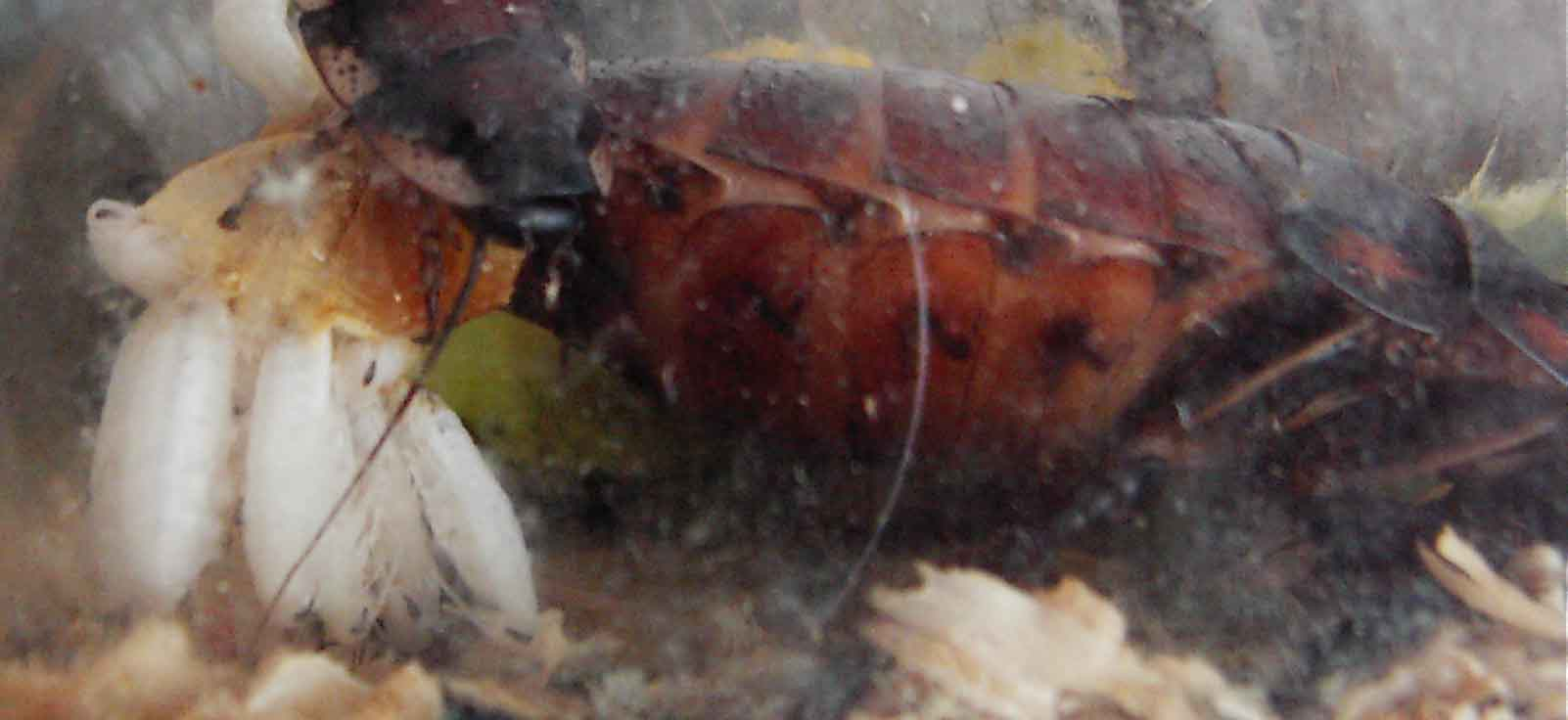
Junge Schaben schlüpfen
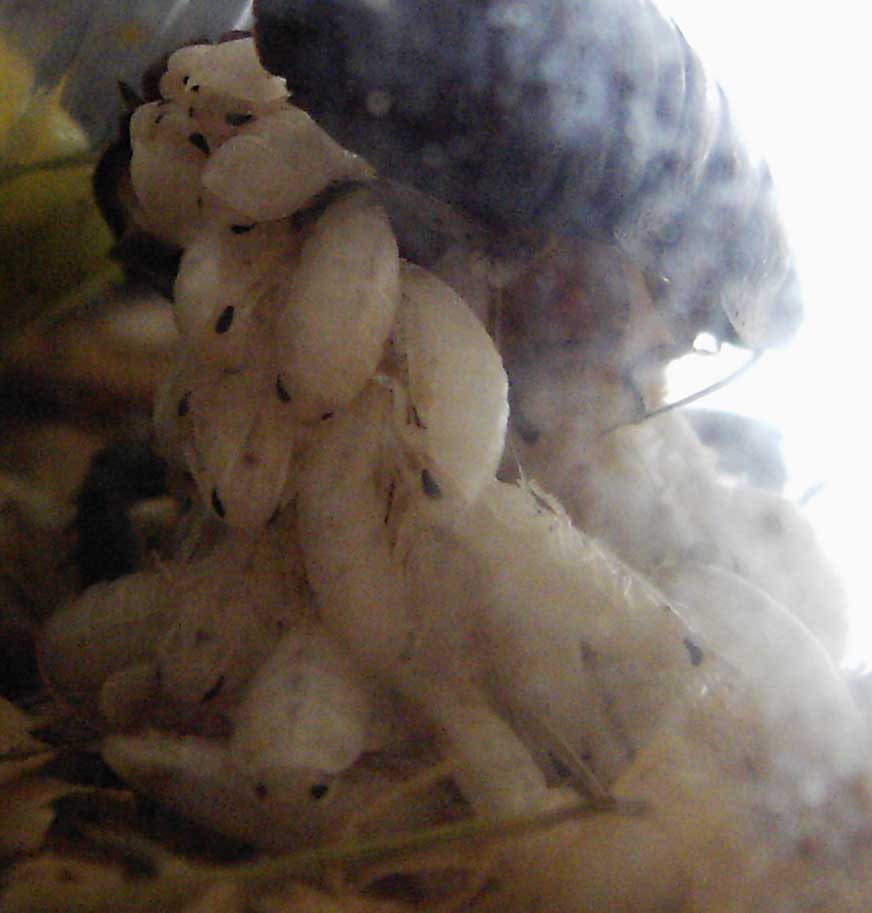
Junge Schaben schlüpfen
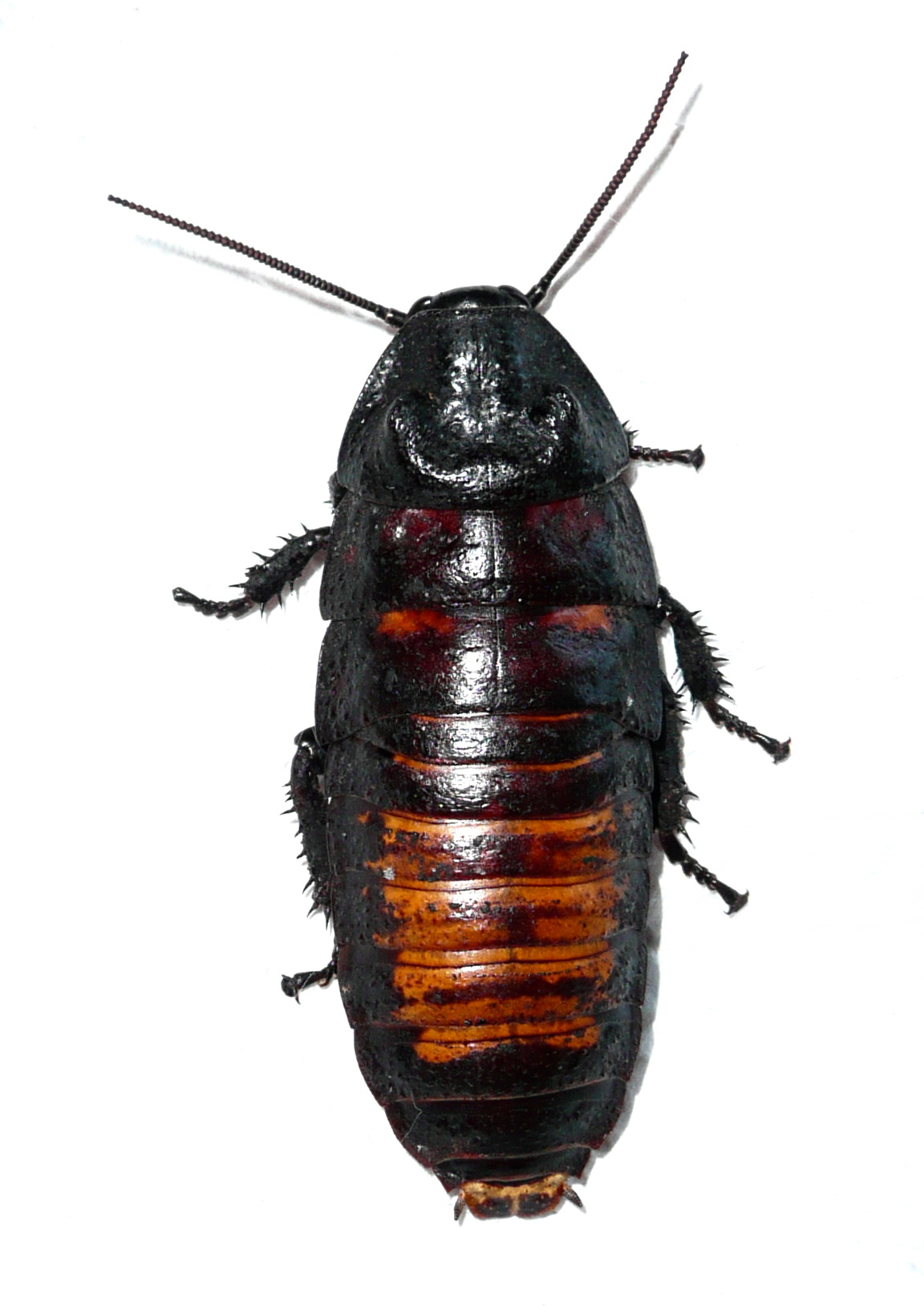
Adulte Fauchschabe (Männchen)